# Градил
Градил (порт. Gradil)  —  район (фрегезия) в Португалии,  входит в округ Лиссабон. Является составной частью муниципалитета  Мафра. Находится в составе крупной городской агломерации Большой Лиссабон. По старому административному делению входил в провинцию Эштремадура. Входит в экономико-статистический  субрегион Большой Лиссабон, который входит в Лиссабонский регион. Население составляет 1 226 человек на 2011 год. Занимает площадь 7,44 км².
Покровителем района считается Иисус Христос (порт. São Silvestre). 

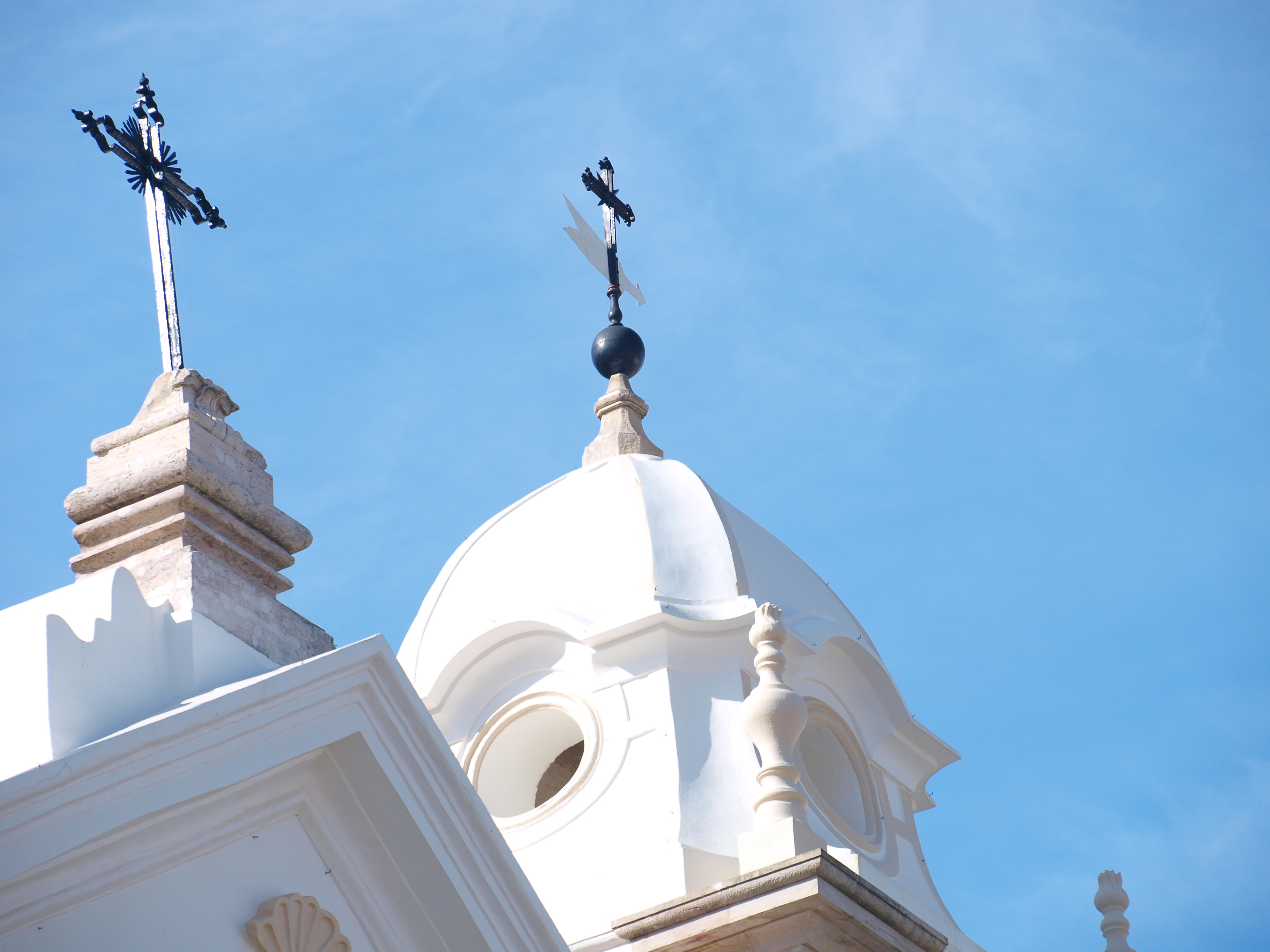
Градил